# Androniscus roseus
Androniscus roseus ist eine in Mitteleuropa verbreitete Art der zu den Landasseln gehörenden Zwergasseln.

## Merkmale
Die Körperlänge beträgt 2–4 mm. Der rosa gefärbte Körper besitzt in Querreihen angeordnete Höckerchen auf der Oberfläche, ist schmal oval geformt und der Hinterleib (Pleon) ist schmaler als die Brust (Cephalothorax). Die Art besitzt keine Fleckenreihen und keine Marmorierung. Die Hinterecken des 1. Segments (1. Pereiomer) sind nach vorne gerundet.
Die Fühlergeißel besteht aus 4–10 Segmenten. Die Seitenlappen am Kopf sind deutlich erkennbar. Am Kopf befindet sich kein Mittellappen und keine Leiste. Außerdem ist kein Stirndreieck vorhanden. Die Augen bestehen aus je nur einer Ocelle.
Bei den Uropoden am Körperende ist der griffelförmige Außen-Ast (Exopodit) länger als der Innen-Ast (Endopodit). Das Grundglied der Uropoden trägt keinen Fortsatz. Das ebenfalls am Körperende liegende Telson ist breit abgestutzt.
Beim 7. Laufbeinpaar der Männchen besitzt der Merus einen fingerförmigen Fortsatz und ist am Innenrand ausgehöhlt. Die Art besitzt keine Trachealsysteme, sondern Kiemen.

### Ähnliche Arten
Die Art kann von Androniscus dentiger nur anhand der Gonopoden und der Höckerreihen auf dem 2. bis 4. Pereiontergit unterschieden werden. A. roseus besitzt zwei Querreihen feiner Höckerchen, während die Tergite von A. dentiger 3 Reihen Höckerchen tragen, wobei die dritte genau auf dem Hinterrand des Tergits liegt. Beim 7. Laufbeinpaar der Männchen besitzt der Merus bei A. roseus einen fingerförmigen Fortsatz und ist am Innenrand ausgehöhlt, bei A. dentiger ist er nicht ausgehöhlt.
Es gibt mehrere weitere Zwergasseln, auf deren Oberfläche sich Höckerchen befinden, die teilweise in Reihen angeordnet sind und deren Färbung weißlich oder schwach rötlich ist. Die Bestimmung gilt hier als schwierig. Dazu gehören die Gattungen Androniscus, Metatrichoniscoides, Trichoniscoides und die Art Miktoniscus linearis, die in Deutschland jedoch nur im Aquarium Berlin und im Gewächshaus des Botanischen Gartens zu finden ist. Nur die Gattung Androniscus besitzt jedoch die typische rosa Färbung, die aber mit der weinroten Färbung von Trichoniscoides albidus verwechselt werden kann.
Die Gattung Trichoniscus unterscheidet sich durch die aus 3 Ocellen bestehenden Augen, während bei Metatrichoniscoides leydigi keine Ocellen vorhanden sind. Trichoniscoides albidus weist eine Marmorierung auf. Bei Trichoniscoides helveticus und T. albidus weist das 7. Laufbeinpaar der Männchen keine Modifikationen auf. Bei Trichoniscoides sarsi dagegen befindet sich am Merus ein kurzer, hakenförmiger Fortsatz. Hyloniscus riparius hat einen ähnlichen Körperbau, aber eine glatte Oberfläche.

## Verbreitung
Die Art ist ein Vertreter der nördlichen Alpen und deren Ausläufer. Hier ist sie von Ostfrankreich über die Nordschweiz und Süddeutschland, Österreich, Slowenien und Osttschechien bis nach Ungarn und Rumänien verbreitet. Aus Norddeutschland, Großbritannien und Südschweden sind auch synanthrope Vorkommen bekannt sowie isolierte Funde aus Mittelitalien, Istrien und Mittelfrankreich. Die nördlichsten Freilandfunde liegen in Mittelhessen.
In Deutschland ist die Art aus Hessen, Baden-Württemberg und Bayern bekannt. Das nördlichste Vorkommen liegt dabei am Gladenbacher Bergland (Krofdorfer Forst) in Mittelhessen. In Bayern kommt die Art nur südlich des Mains vor.
Die Art gilt in Deutschland als ungefährdet.

## Lebensraum und Lebensweise
Die Art findet sich in feuchter Laubstreu, in Erde, unter Holz und Steinen. In Istrien wurde sie in einer Höhle gefunden. In Hessen wurde sie an einem Mischwaldrand gefunden, der durch eine circa 50 m breite Wiese von einem Bach getrennt ist. Dort wurde sie im Laub unter Ästen und Rinde zusammen mit Trichoniscus pusillus, Oniscus asellus und Armadillidium vulgare gefunden.
Bei Störungen flüchtet die Art schnell.

## Taxonomie
Die Art wurde 1838 von Carl Ludwig Koch als Itea rosea erstbeschrieben. Weitere Synonyme lauten Androniscus carynthiacus Verhoeff, 1908, Androniscus histrianorum und Trichoniscus roseus (C.L.Koch, 1838).

### Unterarten
Es werden 7 Unterarten anerkannt:
- Androniscus roseus borgotarensis Verhoeff, 1935
- Androniscus roseus buccariensis Verhoeff, 1930
- Androniscus roseus hamuligerus Verhoeff, 1928
- Androniscus roseus histrianorum (Arcangeli, 1932)
- Androniscus roseus ocellatus (Kesselyak, 1930)
- Androniscus roseus roseus (C.L. Koch, 1838)
- Androniscus roseus taurinorum Verhoeff, 1931